# مجلس محافظين
مجلس المحافظين هو مجموعة من الأعضاء الذين يشرفون بشكل مشترك على أنشطة منظمة، مثل منظمة غير ربحية، على غرار مجلس إدارة شركة.
وهناك كثير من المؤسسات، ومنها الجامعات العامة، التي تكون شركات مملوكة للحكومة. وكمثال كان يشرف على إدارة بي بي سي أحد مجالس المحافظين، رغم أن هذا الدور أصبحت تقوم به الآن هيئة الإذاعة البريطانية. وهناك حالات أخرى تقدم فيها الخدمات الحكومية عن طريق مؤسسات مستقلة، لتعطي نموذجًا يخلط بين عمل الشركات والوكالات الحكومية (انظر الشراكة بين القطاعين العام والخاص). ومن أمثلة ذلك النوع من المؤسسات الخدمة البريدية في الولايات المتحدة التي يشرف على إدارتها مجلس محافظين. ويشترك في الإشراف على نظام الاحتياطي الفيدرالي في الولايات المتحدة مجلس محافظين.
ومجلس محافظي الوكالة الدولية للطاقة الذرية هو مثال آخر لتلك المجالس.